# Jim Siedow
James Nash Siedow (Cheyenne, 12 giugno 1920 – Houston, 20 novembre 2003) è stato un attore statunitense, noto per aver interpretato il personaggio di Drayton Sawyer nel film horror Non aprite quella porta. Riprese il suo ruolo anche nel sequel Non aprite quella porta 2.
Siedow morì a Houston nel 2003 a causa di un enfisema.

## Filmografia

### Film
- The Windsplitter, regia di J.D. Feigelson (1971)
- Non aprite quella porta (The Texas Chain Saw Massacre), regia di Tobe Hooper (1974)
- Red Alert - Allarme rosso (Red Alert), regia di William Hale (1977) - Film TV
- Hotwire, regia di Frank Q. Dobbs (1980)
- Non aprite quella porta - Parte 2 (The Texas Chainsaw Massacre 2), regia di Tobe Hooper (1986)

### Telefilm
- Storie incredibili (Amazing Stories) (1 episodio, 1987)

## Doppiatori italiani
- Antonio Guidi in: Non aprite quella porta
- Oliviero Dinelli in: Non aprite quella porta (ridoppiaggio 1991)
- Luciano De Ambrosis in: Non aprite quella porta - Parte 2